# Серая ворона-флейтист
Серая ворона-флейтист, или серый курравонг (лат. Strepera versicolor) — вид птиц из рода ворон-флейтистов (Strepera) семейства ласточковых сорокопутов (Artamidae)v. Распространена вдоль южной части Австралии и на Тасмании. Достаточно крупная птица, по внешнему виду напоминающая настоящих врановых. Длина тела взрослых особей составляет 44—57 см. Всеядна, основу рациона составляют различные беспозвоночные и мелкие позвоночные.
Выделяют 6 подвидов, сильно различающихся по окраске оперения.

## Систематика
Серая ворона-флейтист была описана Джоном Лэтэмом в 1801 году, присвоившим ей название Corvus versicolor. Слово versicolor в переводе с латинского означает «изменчивый цвет».
Серая ворона-флейтист наряду с пестрохвостым (Strepera graculina) и чёрным (Strepera fuliginosa) видами образует род Strepera. Хотя на первый взгляд по внешнему облику и поведению вороны-флейтисты напоминают врановых птиц, они приходятся друг другу лишь дальними родственниками. Ближайшими родственниками ворон-флейтистов являются вороны-свистуны (Gymnorhina) и флейтовые птицы (Cracticus), родство которых было установлено достаточно давно. В 1914 году, на основании исследования мускулатуры этих птиц, орнитолог Джон Альберт Лич включил их в семейство врановых. В 1985 году Чарльз Сибли и Джон Алквист установили, что близкими родственниками ворон-флейтистов являются артамы (Artamus) и флейтовые птицы, которых поместили в кладу Cracticini, ставшую впоследствии семейством ласточковых сорокопутов.

### Подвиды

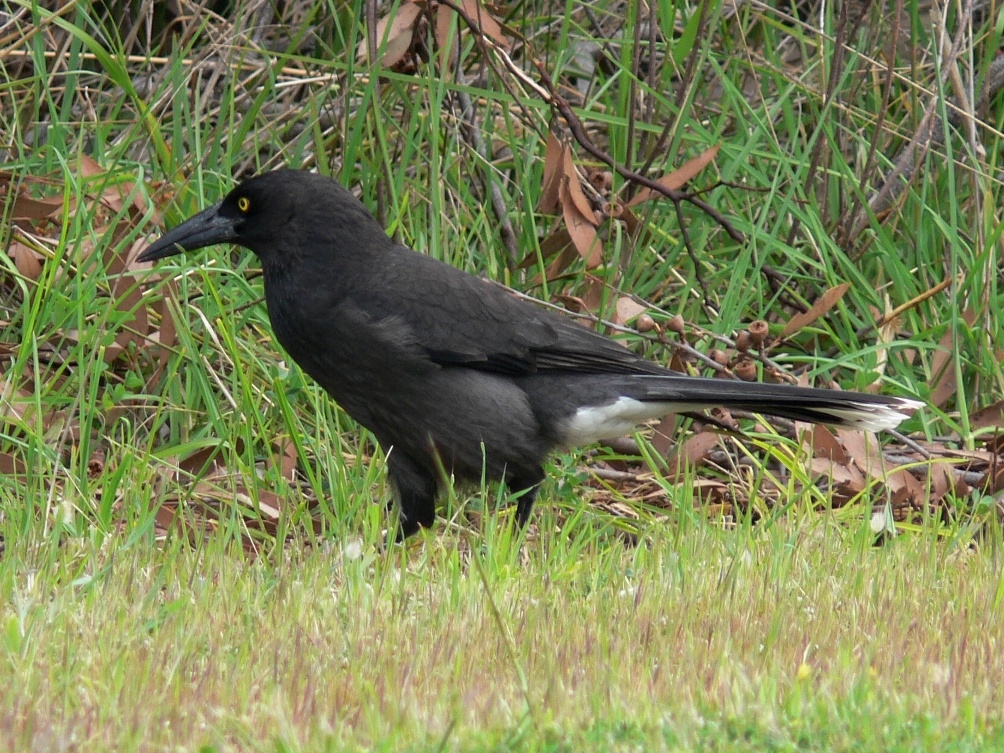
Подвид S. v. melanoptera

Выделяют 6 подвидов, цвет оперения которых варьируется от серого до тёмно-коричневого, с различным числом белых пятен на крыльях. Большинство подвидов ранее рассматривалось в качестве отдельных видов:
- Strepera versicolor arguta Gould, 1846[10] — самый тёмный подвид из восточной Тасмании[11]. Название происходит от латинского прилагательного argūtus, означающего «визгливый/пронзительный», «шумный», «певучий». Крупнее и массивнее номинативного подвида и имеет более длинные крылья, хвост, клюв и плюсну[12].
- Strepera versicolor halmaturina Mathews, 1912 — тёмный подвид с более длинным сужающимся клювом и меньшим весом, по сравнению с номинативом[13]. Его ареал ограничен островом Кенгуру[11]. Видовое имя halmaturina означает «с острова Кенгуру»[14].
- Strepera versicolor intermedia Sharpe, 1877 — серо-коричневый подвид из Южной Австралии, встречающийся на полуострове Йорк и Эйр, в горных цепях Голер и Маунт-Лофти, а также в восточных районах Большого Австралийского залива[11]. Является самым мелким из всех подвидов, у которого короткие крылья и хвост. У птиц, обитающих в южной части полуострова Эйр, более тёмное оперение по сравнению с северными соседями[13]. Описан Ричардом Шарпом в 1877 году на основе особи, пойманной в Порт-Линкольне[15]. Название подвида происходит от латинского прилагательного intermedia, означающего «средний»[14].
- Strepera versicolor melanoptera Gould, 1846 — подвид из западных района Мали[англ.] штата Виктория и горной цепи Маунт Лофти. Его трудно отличить от чёрной и пестрохвостой ворон-флейтистов[11]. По размерам и форме клюва напоминает номинативный подвид, но без белых пятен на крыльях и с более тёмным черновато-коричневым оперением[11]. Птицы на большей части западной Виктории являются промежуточными звеньями между S. v. melanoptera и S. v. versicolor, у которых часто отсутствуют белые пятна на крыльях. Подобный признак также присущ птицам, обитающим на западе Южной Австралии, которые являются промежуточными звеньями S. v. plumbea и имеют более светлые пятна[12]. Название подвида происходит от греческих слов melano- — «чёрный» и pteron — «крылья»[16]. Американский орнитолог Дин Амадон[англ.] заметил, что у птиц, обитающих в северо-западной Виктории более светлое оперение, чем у сородичей из Южной Австралии, и предварительно выделил их в отдельный подвид howei. Тем не менее, он добавил, что требуются дополнительные исследования[17], а крупные орнитологи не признали эту популяцию в качестве отдельного подвида[11].
- Strepera versicolor plumbea Gould, 1846 — подвид, встречающийся в западной части Южной Австралии и юго-западном районе Северной территории в сторону Западной Австралии[11]. Благодаря своему голосу в просторечии известен как «пискун» или «визгун»[18]. Видовое название происходит от латинского прилагательного plumběus, означающего «свинцовый». У него большой и закруглённый клюв, в остальном же напоминает номинатив. Окраска оперения также варьируется, но, в отличие от номинатива, в ней преобладают тёмно-коричневые тона[11]. Амадон заметил, что, по сравнению с другими птицами подвида plumbea, особи, обитающие в горной цепи Эверард[англ.] на северо-западе Южной Австралии, более светлые и крупные. По мнению Амадона, об этих особях из Центральной Австралии мало что известно, хотя и рассматривал их в качестве отдельного подвида centralia[17]. Впоследствии их стали считать подвидом plumbea[13].
- Strepera versicolor versicolor (Latham, 1801) — номинативный подвид, встречающийся в Новом Южном Уэльсе, восточной и центральной Виктории и в западной части до побережья Порт-Филлипа и материковой части национального парка Грампианс[11].

## Описание

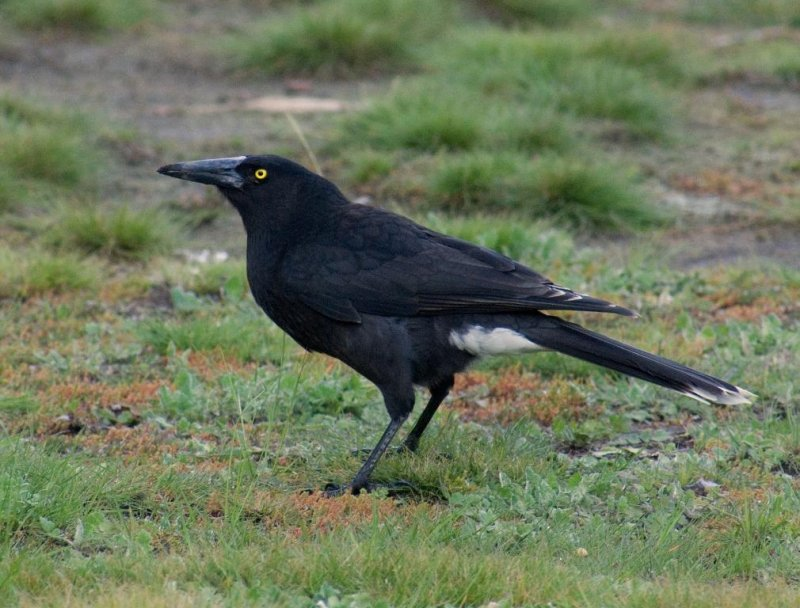
Подвид S. v. arguta с Тасмании

Серая ворона-флейтист более крупная и стройная птица, нежели близкородственный пестрохвостый вид. Длина тела 44—57 см (в среднем около 52 см), размах крыльев 72—85 см (в среднем — 78 см), средняя масса около 350 г; у тасманийского подвида масса может достигать 440 г. Самцы несколько крупнее самок, но эта разница со стороны почти незаметна.
В общем случае окраска оперения тёмно-серая с белыми отметинами на крыльях, подхвостье, в основании и на вершине хвоста. Оттенки серого разнятся среди подвидов: так, у рас S. v. versicolor и S. v. plumbea он шиферно-серый, у S. v. melanoptera и S. v. intermedia черновато-коричневый, у S. v. arguta и S. v. halmaturina — грязно-чёрный. Размер белых пятен на крыльях также отличается: большие и хорошо различимые пятна характерны для подвидов S. v. versicolor, S. v. plumbea, S. v. intermedia и S. v. arguta, тогда как у S. v. melanoptera и S. v. halmaturina рисунок нечёткий либо отсутствует вовсе. Глаза жёлтые. Ноги чёрного цвета. Цвет клюва и зева варьирует от серовато-чёрного до чёрного. У номинативного подвида лоб, темя, затылок, кроющие ушей и горло окрашены в серый цвет, бока головы более тёмные, серовато-чёрные. С возрастом окраска этих перьев приобретает более буроватый оттенок. Перья на горле удлинённые. На боках и брюхе перья более светлые, чем на спине — бледно-серые. Крылья серовато-коричневые; черноватые маховые первого порядка имеют светлые основания, которые вместе образуют белые отметины.
Линька, по-видимому, происходит один раз в году, весной или летом (данные отрывочны). У молодых птиц клюв с жёлтой вершиной, коричневатые глаза и равномерное оперение коричневых оттенков. Взрослый окрас формируется в возрасте около одного года.
Серую ворону-флейтиста достаточно трудно спутать с какими-либо другим видом, кроме близкородственных ворон-флейтистов. Местные врановые, такие как австралийская ворона, австралийский ворон, беннетов ворон отличаются полностью чёрным оперением, коренастым телосложением и белой радужкой. В смешанных стаях, состоящих из пестрохвостых и серых ворон, последние могут быть идентифицированы по более светлой серой окраске, прямому клюву и различиям в вокализации.
Вокализация серой вороны-флейтиста представляет собой звуки, которые можно передать как «п’ринк», «клинк», «клинг», «кер-линк» и «туллок». Голос птиц с Тасмании и острова Кенгуру был охарактеризован как очень громкий и звонкий, похожий на скрип колёс тачки.

## Распространение и среда обитания

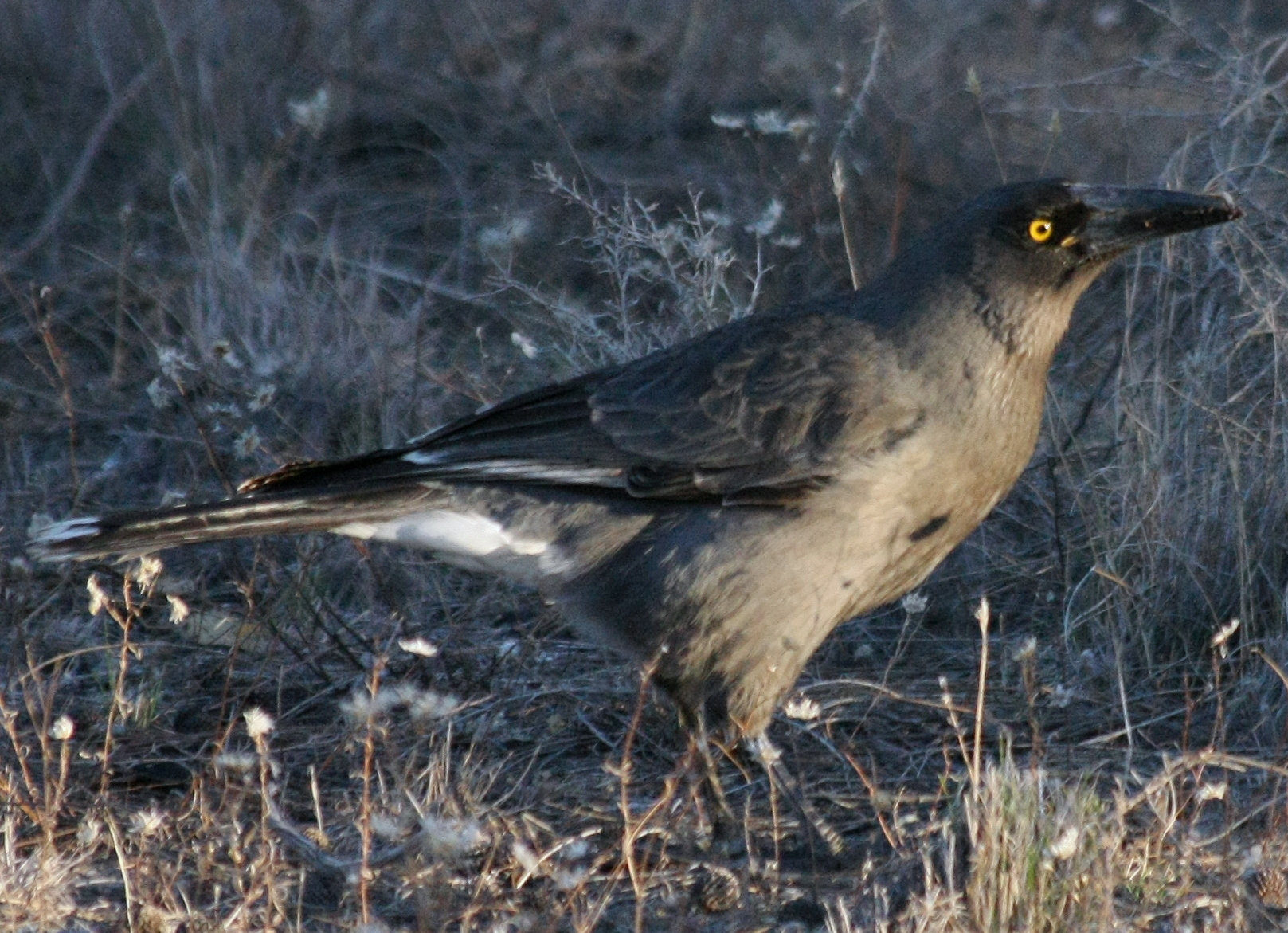
Подвид S. v. plumbea

Ареал серой вороны-флейтиста занимает южную часть Австралии — от окрестностей города Маджи в штате Новый Южный Уэльс и далее на юг, охватывает весь штат Виктория, юго-запад Нового Южного Уэльса, и вдоль юга Южной Австралии простирается на запад, в плодородные юго-западные регионы Западной Австралии и прилегающие к ним пустынные территории. Существует отдалённая популяция в засушливой области на стыке Северной территории, Южной Австралии и Западной Австралии. Подвид S. v. arguta является эндемиком Тасмании, будучи более распространённым в восточной части острова, и отсутствует на островах Кинг и Флиндерс в Бассовом проливе. В целом серая ворона-флейтист ведёт оседлый образ жизни.
Типичные биотопы серой вороны-флейтиста — влажные и сухие склерофитовые леса, малли-скрабы (формации кустарниковых эвкалиптов), а также открытые участки, такие как парки и сельскохозяйственные угодья вблизи лесных массивов; также птицы населяют сосновые плантации. Места обитания несколько различаются между регионами: так, подвид S. v. versicolor чаще встречается во влажных лесах на юго-востоке Австралии; тасманийский подвид, S. v. arguta, отдаёт предпочтение низменным сухим склерофитовым лесам; подвиды S. v. melanoptera и S. v. intermedia населяют малли-скрабы и редколесья; S. v. plumbea обитают в лесах и редколесьях с преобладанием различных разновидностей эвкалипта, например эвкалипта окаймляющего (Eucalyptus marginata), эвкалипта разноцветного (Eucalyptus diversicolor), эвкалипта гвоздеголового (Eucalyptus gomphocephala) и эвкалипта Ванду (Eucalyptus wandoo), в редколесьях из чайных деревьев вокруг заболоченных участков и акациевых кустарниках с превалированием акации безжилковой (Acacia aneura) и Acacia rostellifera с подлеском из Eremophila.
Популяции серой вороны-флейтиста снизились на протяжении всего ареала. Некогда обычный вид, она стала редкой на севере и северо-востоке Виктории к 1930-м и 1960-м годам соответственно. Деградация среды обитания привела к уменьшению численности ворон на юго-востоке Южной Австралии и в регионе Уитбелт в Западной Австралии. Тем не менее, в горах Маунт-Лофти популяция увеличилась в 1960-е годы. Серая ворона-флейтист никогда не была многочисленной вблизи Сиднея; наблюдения были редкими ещё во времена Джона Гульда в XIX веке. Её статус в Северной территории остаётся неизвестным, в связи с чем птица отнесена к категории «critically endangered» (виды на грани исчезновения) в этом регионе.
Исследование экологии дорог в юго-западной Австралии показало, что вороны редко встречаются в населённых, очищенных от растительности областях, прилегающих к автомагистралям. Они часто гибнут или получают травмы от столкновения с транспортными средствами.
В Красной книге МСОП статус серой вороны-флейтиста оценивается как «Least Concern» (вызывающие наименьшие опасения виды).

## Образ жизни

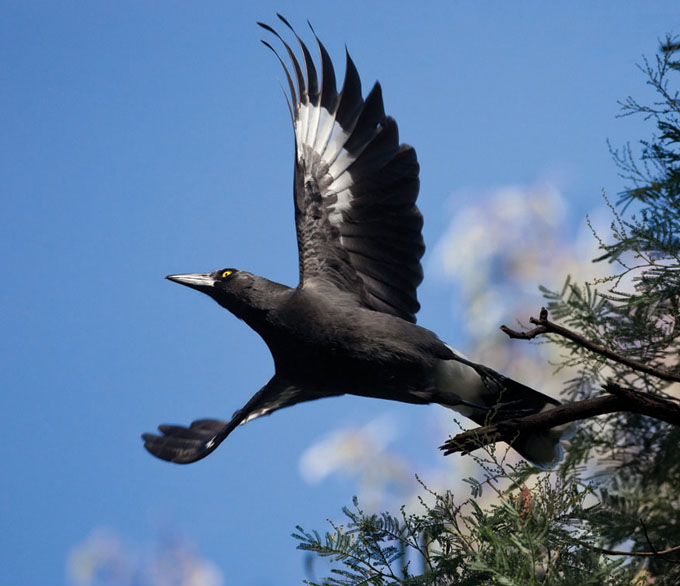
Серая ворона-флейтист в полёте

Информации о социальном поведении серой вороны-флейтиста довольно мало — в частности, неизвестны её ночные местообитания. Эти птицы довольно пугливы и осторожны, хотя в последнее время, по мере усиления человеческой деятельности, они всё более привыкают к присутствию людей. Полёт волнообразный, тихий и быстрый. Находясь на земле, вороны бегают либо подпрыгивают.
Встречаются в одиночку или парами, во время кормёжки могут объединяться в стаи от трёх до одиннадцати особей. На одном дереве способны кормиться до 40 птиц. Представители подвида S. v. melanoptera редко держатся в группах более 4—5 особей. Замечено, что вороны купаются в прудах, встряхивая свои крылья в воде, а после этого смазывают оперение глиной.
Существуют некоторые свидетельства в пользу территориального поведения: вороны из округа Уитбелт защищали свои участки в течение всего года. Они способны тревожить более крупных птиц, таких как клинохвостый орёл (Aquila audax) и австралийский чеглок (Falco longipennis).
Два вида вшей паразитируют на серой вороне-флейтисте: Menacanthus dennisi у подвида с острова Кенгуру, и Australophilopterus strepericus, найденный у тасманийской вороны вблизи Лонсестона. Описан новый вид нематод — Microtetrameres streperae, обнаруженный у птицы из города Вайкери в 1977 году.

### Питание

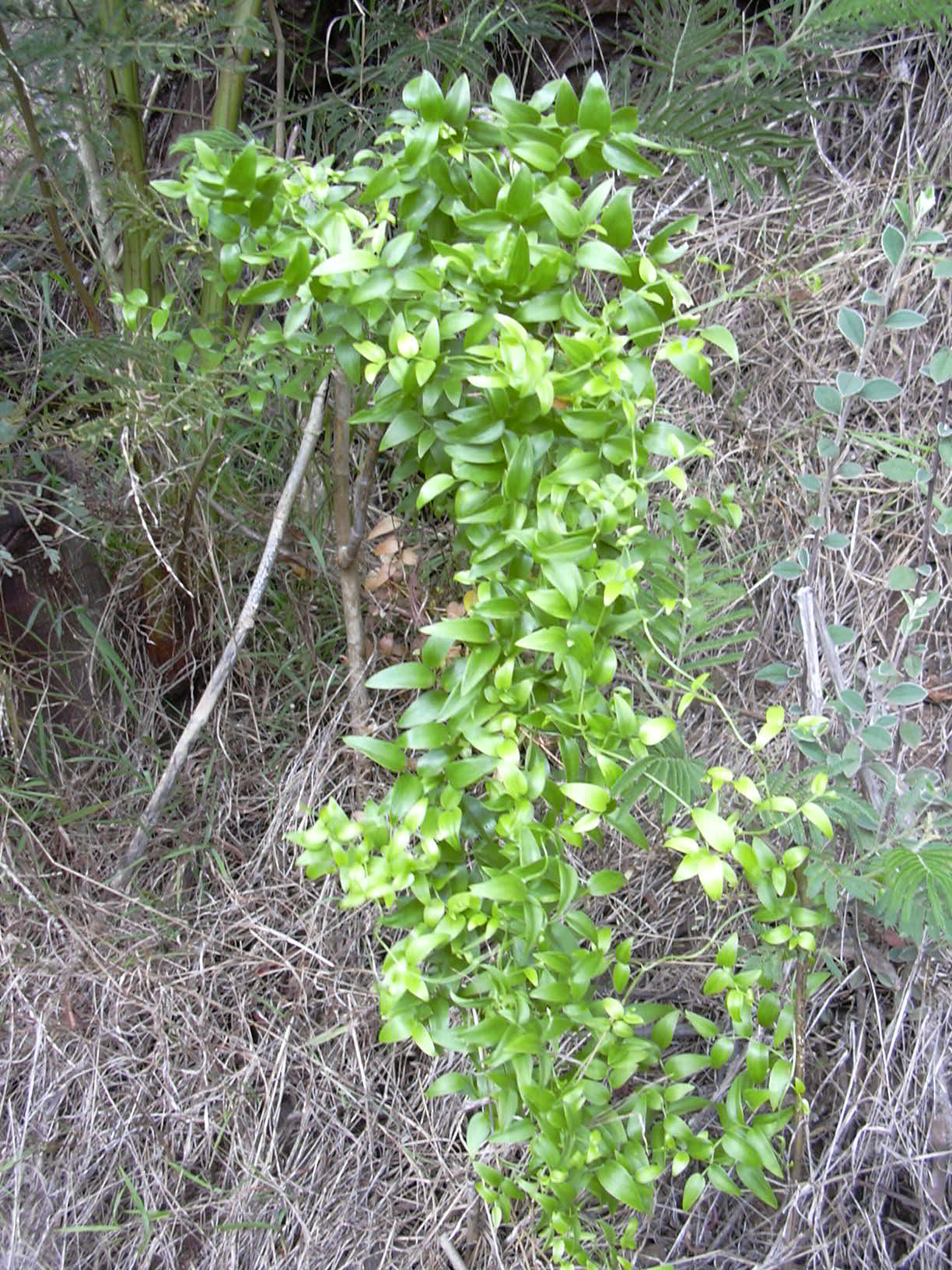
Семена Asparagus asparagoides служат источником пищи для вороны

Серая ворона-флейтист — всеядный оппортунистический (приспособленческий) вид. Она охотится на многих беспозвоночных, таких как улитки, пауки и мокрицы, поедает различных насекомых, например, жуков, уховёрток, тараканов, ос, муравьёв, кузнечиков и саранчу, и мелких позвоночных — лягушек, ящериц, сцинков, крыс, мышей, птенцов зеленоногой камышницы, краснолопастного серёжчатого медососа, восточного шилоклювого медососа, домового воробья и блестящего расписного малюра. Нападает на гнёзда прекрасного расписного малюра и манорины-колокольчика.
Важную часть рациона составляют продукты растительного происхождения — плоды фикусов, астроломы, пираканты, кизильника, Exocarpos, Leucopogon, Macrozamia riedlei, Lysiana exocarpi, Myoporum insulare, Enchylaena tomentosa, Coprosma quadrifida. Птицы наносят ущерб посевам кукурузы, яблок, груш, айвы, сливы, винограда, томатов, страстоцвета. Употребляют нектар дориантеса высокого. На острове Кенгуру ворона является одним из главных переносчиков семян спаржи Asparagus asparagoides.
Кормёжка происходит на земле, реже на деревьях или кустарниках. Чаще всего серая ворона-флейтист прощупывает почву в поисках добычи, реже преследует более подвижных животных. Птицы вставляют свой клюв в трещины или под камни, используя его в качестве рычага, открывающего пространство для охоты. Замечены за извлечением насекомых из припаркованных автомобилей. Вороны обычно проглатывают добычу целиком, хотя в ходе наблюдений была обнаружена особь, нанизывавшая грызуна на ветку и поедавшая его частями на манер флейтовых птиц.

### Размножение
Сезон размножения длится с августа по декабрь. Серая ворона-флейтист строит крупное неглубокое гнездо из тонких веточек, выстланных травой и корой. Гнездо располагается высоко на деревьях, зачастую эвкалиптах. Кладка включает от одного до пяти (обычно два или три) яйца овальной формы, по окраске и размерам варьирующих у разных подвидов. Яйца в среднем 29—31 × 41—46 мм в размере, окрашены в матово-белый, бледно-коричневый или палевый цвет, с оттенками розовых или винных тонов, покрыты тёмно-коричневыми, тёмно-пурпуровыми, шиферно-серыми или синеватыми полосами и пятнами.
Инкубационный период слабо изучен из-за сложности наблюдений за гнёздами. Одно исследование позволило установить цифру в 23 дня. Птенцы гнездового типа, рождаются голыми и слепыми, оставаясь в гнезде в течение длительного промежутка времени. Оба родителя кормят молодняк.
Основные причины неудач в гнездовании — разрушение гнёзд вследствие ураганных ветров и ливней и атаки пестрохвостых ворон. Известны случаи гнездового паразитизма со стороны исполинских кукушек. В целом, около 80 % гнездующихся пар удаётся вырастить хотя бы одного птенца.